# The Cooper Companies
Pour les articles homonymes, voir Cooper.
The Cooper Companies est une entreprise américaine de matériel médical spécialisé dans l'ophtalmologie notamment les lentilles de contact.

## Histoire
En juillet 2014, The Cooper Companies acquiert l'entreprise européenne Sauflon Pharma, également spécialisé dans les lentilles de contact pour 1,2 milliard de dollars.